# Mézières-sur-Seine
Pour les articles homonymes, voir Mézières.

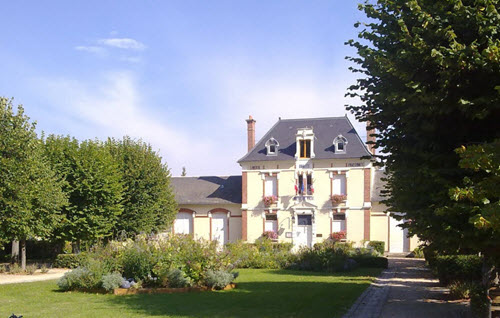

Mézières-sur-Seine est une commune du département des Yvelines, en région Île-de-France, en France, située à 8 km environ à l'est de Mantes-la-Jolie et à 46 km à l'ouest de Paris.
Ses habitants sont appelés les Méziérois.

## Géographie
La commune de Mézières-sur-Seine se situe dans le nord-ouest des Yvelines, en bord de Seine sur la rive gauche du fleuve, à 8 kilomètres à l'est de Mantes-la-Jolie, chef-lieu d'arrondissement et à 37 kilomètres au nord-ouest de Versailles, le chef-lieu du département.
La commune est limitrophe de Guerville à l'ouest, d'Épône à l'est, de Boinville-en-Mantois et Goussonville au sud. Au nord, la Seine la sépare de Gargenville, Issou et Porcheville.
Le territoire communal est de 1 042 hectares, un peu plus que la moyenne yvelinoise (872 ha). Il s'étend sur environ 5 km du nord au sud et 3,5 km d'est en ouest. Il comprend deux parties distinctes : au nord, la plaine alluviale de la Seine entre 25 et 30 mètres d'altitude, au sud, le plateau du Mantois qui domine de 130 à 140 mètres d'altitude et culmine à 157 mètres à la « butte des murets » à l'ouest du territoire. Le bourg se situe au pied du coteau et se développe vers le nord en direction de la gare.

### Hydrographie
Au plan hydrographique, la commune longe la Seine sur environ 3,5 km. Le vallon de Chauffour, creusé par l'érosion dans le coteau entre la Villeneuve et le bourg, ne possède pas de cours d'eau permanent mais est parfois sujet à des inondations.

### Occupation des sols
Le territoire communal est rural à 81 %. L'espace rural, qui couvre 872 hectares, comprend environ 40 % de zones boisées situées sur les franges nord, dominant la vallée de la Seine et incluant pour partie une ancienne carrière, et sud (bois de Mézerolles, dominant la vallée du ru de Seneville) du plateau. Le reste est agricole (grande culture sur le plateau, maraîchage le long de la Seine). À ces espaces s'ajoutent 86 hectares d'espaces verts, dont une grande partie incluse dans le golf de Guerville à l'ouest de la commune.
L'espace urbanisé représente 120 hectares (données 1999), constitué essentiellement d'habitat individuel.
L'habitat est groupé principalement dans le bourg, dont la partie ancienne se situe le long de l'ancienne route de Quarante-Sous, et à La Villeneuve et à la Folie en limite d'Epône au sud. L'urbanisation s'est développée vers le nord-est où elle tend à occuper tout l'espace entre le village ancien et la voie ferrée, jusqu'à Épône et vers le sud où elle remonte dans le vallon de Chauffour et rejoint le hameau de La Villeneuve encore plus au sud le long de la RD 130.
L'habitat est constitué principalement de maisons individuelles implantées dans de nombreux lotissements.

### Climat
Pour des articles plus généraux, voir Climat de l'Île-de-France et Climat des Yvelines.
En 2010, le climat de la commune est de type climat océanique dégradé des plaines du Centre et du Nord, selon une étude du CNRS s'appuyant sur une série de données couvrant la période 1971-2000. En 2020, Météo-France publie une typologie des climats de la France métropolitaine dans laquelle la commune est exposée à un climat océanique et est dans la région climatique  Sud-ouest du bassin Parisien, caractérisée par une faible pluviométrie, notamment au printemps (120 à 150 mm) et un hiver froid (3,5 °C). 
Pour la période 1971-2000, la température annuelle moyenne est de 11 °C, avec une amplitude thermique annuelle de 14,1 °C. Le cumul annuel moyen de précipitations est de 683 mm, avec 9,9 jours de précipitations en janvier et 7,8 jours en juillet. Pour la période 1991-2020, la température moyenne annuelle observée sur la station météorologique la plus proche, située sur la commune de Maule à 6 km à vol d'oiseau, est de 11,8 °C et le cumul annuel moyen de précipitations est de 677,0 mm,. Pour l'avenir, les paramètres climatiques de la commune estimés pour 2050 selon différents scénarios d'émission de gaz à effet de serre sont consultables sur un site dédié publié par Météo-France en novembre 2022.

## Urbanisme

### Typologie
Au 1er janvier 2024, Mézières-sur-Seine est catégorisée ceinture urbaine, selon la nouvelle grille communale de densité à sept niveaux définie par l'Insee en 2022.
Elle appartient à l'unité urbaine d'Épône, une agglomération intra-départementale regroupant sept  communes, dont elle est ville-centre,,. Par ailleurs la commune fait partie de l'aire d'attraction de Paris, dont elle est une commune de la couronne,. Cette aire regroupe 1 929 communes,.

## Toponymie
Le nom de la localité est attesté sous les formes Maceriæ, Macerias en 980.
Le plus souvent, Auguste Longnon dit « les noms de ce genre s'appliquent à des localités édifiées au Moyen Age auprès des ruines antiques... ».
« les nombreuses ruines éparses dans les campagnes et surtout le long des anciennes voies ont donné naissance à une série très abondante de noms de lieux ».
Il s'agit à l'origine du terme gallo-roman MACERIA, issu du latin classique maceria venant de macer (mur d'enceinte) issu de mes (maison) , maceriae qui a d'abord signifié « mur de pierres sèches », « mur de briques », d'où le sens plus général de « muraille ». Il a aussi signifié « ruines », « masures » ou « murailles » au pluriel.
Le territoire de la commune longe la Seine sur environ 3,5 km.
Homonymie avec Mézières-en-Vexin.

## Histoire
Le site était occupé dès la préhistoire, ainsi qu'en témoignent les silex taillés et polis qui y ont été trouvés.
Au IXe siècle, Mézières était dépendance féodale du chapitre de Notre-Dame de Paris.
Le 22 septembre 1870, lors de la guerre franco-prussienne de 1870, une quarantaine de francs-tireurs tendent une embuscade à l'entrée de Mézières-sur-Seine à un groupe de uhlans qui s'avancent en direction de Mantes-la-Jolie. Le soir l'ennemi revient en force ; le général Adalbert von Bredow en personne à la tête d'une colonne de cavalerie et d'artillerie appuyée par un détachement d'infanterie bavaroise se dirige alors sur Mézières. Une reconnaissance du 13e dragons du Schleswig-Holstein tombe dans une embuscade à Aulnay-sur-Mauldre tendu par quatre francs-tireurs. Arrivés à Mézières, le maire est roué de coups et le village est canonné, criblé d'obus puis l'arrière-garde torche à la main y met le feu. Une soixantaine de maison seront détruites. En fin d'après-midi la colonne arrive devant Mantes-la-Jolie. Après avoir canonné la ville, l'infanterie bavaroise du 2e régiment Prince Royal entre en ville saccage les deux gares, tue et blesse des civils et emmènent des otages. La population affolée s'enfuit jusque dans les bois de Rosny. Après sa terrifiante apparition aux portes de Mantes, la colonne retourne dans ses cantonnements traversant les ruines fumantes de Mézières.

## Population et société

### Démographie

#### Évolution démographique
L'évolution du nombre d'habitants est connue à travers les recensements de la population effectués dans la commune depuis 1793. Pour les communes de moins de 10 000 habitants, une enquête de recensement portant sur toute la population est réalisée tous les cinq ans, les populations de référence des années intermédiaires étant quant à elles estimées par interpolation ou extrapolation. Pour la commune, le premier recensement exhaustif entrant dans le cadre du nouveau dispositif a été réalisé en 2007.

En 2022, la commune comptait 3 874 habitants, en évolution de +5,96 % par rapport à 2016 (Yvelines : +2,72 %, France hors Mayotte : +2,11 %).
| 1793  | 1800  | 1806 | 1821  | 1831 | 1836 | 1841  | 1846 | 1851 |
| ----- | ----- | ---- | ----- | ---- | ---- | ----- | ---- | ---- |
| 1 020 | 1 182 | 997  | 1 028 | 991  | 986  | 1 001 | 994  | 886  |

| 1856 | 1861 | 1866 | 1872 | 1876 | 1881 | 1886 | 1891 | 1896 |
| ---- | ---- | ---- | ---- | ---- | ---- | ---- | ---- | ---- |
| 836  | 862  | 847  | 869  | 870  | 904  | 919  | 921  | 914  |

| 1901 | 1906 | 1911 | 1921 | 1926  | 1931  | 1936  | 1946  | 1954  |
| ---- | ---- | ---- | ---- | ----- | ----- | ----- | ----- | ----- |
| 924  | 909  | 894  | 867  | 1 041 | 1 084 | 1 105 | 1 105 | 1 291 |

| 1962  | 1968  | 1975  | 1982  | 1990  | 1999  | 2006  | 2007  | 2012  |
| ----- | ----- | ----- | ----- | ----- | ----- | ----- | ----- | ----- |
| 1 617 | 1 771 | 1 968 | 2 124 | 2 726 | 3 341 | 3 468 | 3 485 | 3 587 |

| 2017  | 2022  | - | - | - | - | - | - | - |
| ----- | ----- | - | - | - | - | - | - | - |
| 3 676 | 3 874 | - | - | - | - | - | - | - |

#### Pyramide des âges
En 2018, le taux de personnes d'un âge inférieur à 30 ans s'élève à 36,8 %, soit en dessous de la moyenne départementale (38 %). De même, le taux de personnes d'âge supérieur à 60 ans est de 18,6 % la même année, alors qu'il est de 21,7 % au niveau départemental.
En 2018, la commune comptait 1 819 hommes pour 1 888 femmes, soit un taux de 50,93 % de femmes, légèrement inférieur au taux départemental (51,32 %).
Les pyramides des âges de la commune et du département s'établissent comme suit.
| Hommes | Classe d’âge | Femmes |
| ------ | ------------ | ------ |
| 0,3    | 90 ou +      | 0,5    |
| 5,1    | 75-89 ans    | 5,2    |
| 12,8   | 60-74 ans    | 13,1   |
| 23,9   | 45-59 ans    | 22,2   |
| 20,4   | 30-44 ans    | 22,8   |
| 16,0   | 15-29 ans    | 16,3   |
| 21,4   | 0-14 ans     | 19,9   |

| Hommes | Classe d’âge | Femmes |
| ------ | ------------ | ------ |
| 0,6    | 90 ou +      | 1,4    |
| 6      | 75-89 ans    | 7,8    |
| 13,5   | 60-74 ans    | 14,8   |
| 20,7   | 45-59 ans    | 20,1   |
| 19,6   | 30-44 ans    | 19,9   |
| 18,5   | 15-29 ans    | 16,8   |
| 21,2   | 0-14 ans     | 19,2   |

## Économie
Mézières-sur-Seine est une commune résidentielle, qui offre cependant de nombreux emplois dans sa zone d'activités industrielles et commerciales située le long de la RD 113.
L'agriculture occupe une grande partie du territoire (grande culture céréalière sur le plateau et  maraîchage dans la vallée), mais est marginale en termes d'emplois. Le poireau a été longtemps la spécialité de Mézières-sur-Seine, qui a donné son nom à une variété, le poireau 'long de Mézières'.

### Activités et emploi
En 1999, Mézières-sur-Seine comptait 810 emplois pour 3341 habitants, soit un emploi pour quatre habitants environ. Ces emplois se répartissent pour près de la moitié (49,3 %) dans les activités tertiaires (se répartissant de manière équilibrée entre services aux entreprises et aux particuliers et commerce), pour 46,3 % dans l'industrie et la construction, le solde 4,4 % étant des emplois agricoles.
La population active comprenait, en 1999, 1512 personnes se répartissant pour un tiers dans le tertiaire et pour un quart dans l'industrie.
Le taux de chômage était de 8,7 % en 2005, un chiffre supérieur à la moyenne des Yvelines (7,1 %), mais proche de la moyenne nationale (8,6 %).

### Principales entreprises
- Turboméca (aéronautique). L'usine de Mézières produit des dispositifs de régulation pour moteur d'hélicoptères. L'effectif est de 265 salariés (2007)[30].

## Politique et administration
Le conseil municipal est composé du maire et de vingt-six conseillers dont cinq sont adjoints au maire, proportionnellement au nombre d'habitants.

### Instances administratives et judiciaires
La commune de Mézières-sur-Seine appartient au canton de Guerville.
Elle fait partie de la communauté urbaine Grand Paris Seine et Oise et adhère à plusieurs syndicats intercommunaux :
- syndicat intercommunal d'assainissement Épône-Mézières ;
- syndicat mixte de la Seine, de la Mauldre et de la Vaucouleurs (SMSEMAV) ;
- syndicat mixte d'aménagement des berges de la Seine (SMABS) ;
- syndicat intercommunal de la région d'Épône (SIRÉ) ;
- SIVOM Collège d'Épône - Mézières - La Falaise ;
- SEM « Territoires du Val de Seine ».

Sur le plan électoral, la commune est rattachée à la huitième circonscription des Yvelines, circonscription mi-rurale, mi-urbaine du nord-ouest des Yvelines centrée autour de la ville de Mantes-la-Jolie.
Sur le plan judiciaire, Mézières-sur-Seine fait partie de la juridiction d’instance de Mantes-la-Jolie et, comme toutes les communes des Yvelines, dépend du tribunal de grande instance ainsi que de tribunal de commerce sis à Versailles,.

### Tendances politiques et résultats
| Scrutin             | Scrutin             | 1er tour | 1er tour  | 1er tour | 1er tour | 1er tour  | 1er tour | 1er tour | 1er tour  | 1er tour | 1er tour | 1er tour | 1er tour | 2d tour | 2d tour | 2d tour | 2d tour | 2d tour | 2d tour |
| Scrutin             | Scrutin             | 1er      | 1er       | %        | 2e       | 2e        | %        | 3e       | 3e        | %        | 4e       | 4e       | %        | 1er     | 1er     | %       | 2e      | 2e      | %       |
| ------------------- | ------------------- | -------- | --------- | -------- | -------- | --------- | -------- | -------- | --------- | -------- | -------- | -------- | -------- | ------- | ------- | ------- | ------- | ------- | ------- |
| Présidentielle 2017 | Présidentielle 2017 |          | EM        | 25,46    |          | FN        | 22,84    |          | LR        | 17,84    |          | LFI      | 16,36    |         | EM      | 64,33   |         | FN      | 35,67   |
| Présidentielle 2022 | Présidentielle 2022 |          | LREM      | 29,38    |          | RN        | 24,10    |          | LFI       | 22,95    |          | REC      | 6,00     |         | LREM    | 60,62   |         | RN      | 39,38   |
| Législatives 2022   | 9e                  |          | MoDem-Ens | 31,64    |          | RN        | 24,37    |          | LFI-Nupes | 22,03    |          | LR       | 5,33     |         | MoDem   | 60,43   |         | RN      | 39,57   |
| Législatives 2024   | 9e                  |          | RN        | 36,02    |          | MoDem-Ens | 27,37    |          | PS-NFP    | 25,63    |          | LR       | 6,58     |         | PS      | 51,82   |         | RN      | 48,18   |

## Transports et voies de communications

### Réseau routier
La commune a accès à l'autoroute A 13 par l'échangeur no 9 situé à Épône au croisement de la CD 130. Les routes départementales et communales assurent les liaisons avec les communes voisines, notamment la CD 113 qui relie Saint-Germain-en-Laye  à Mantes-la-Jolie, la CD 130, orientée nord-sud, qui relie le Vexin français au centre des Yvelines.

### Desserte ferroviaire

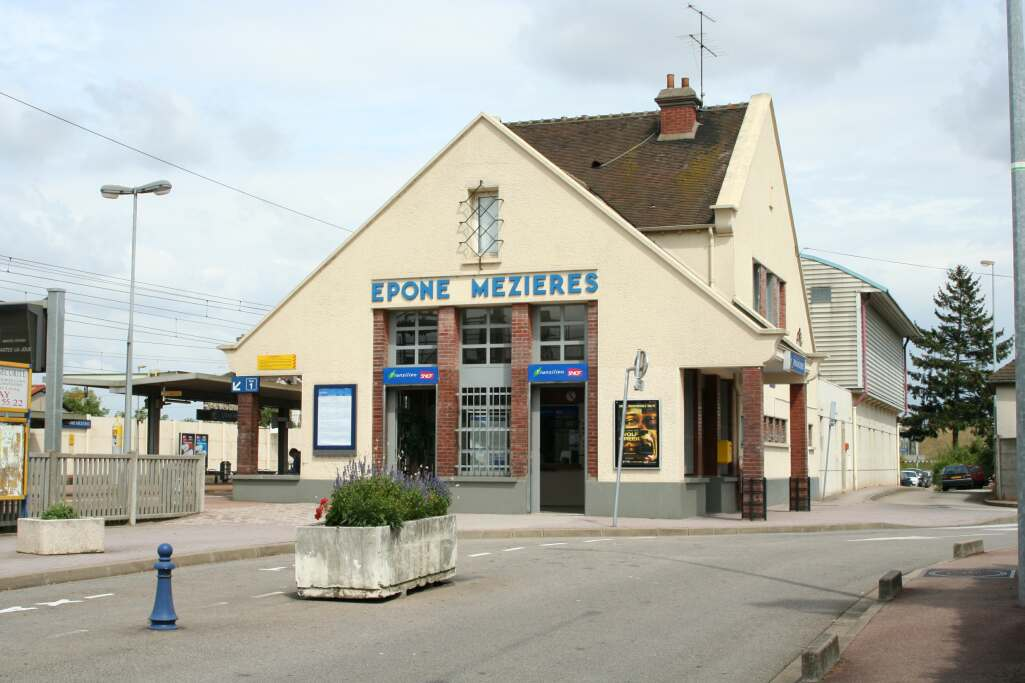
La gare d'Épône - Mézières.

La desserte ferroviaire est assurée par la gare d'Épône - Mézières située sur le territoire de la commune d’Épône, qui offre de fréquentes liaisons avec la gare Saint-Lazare d'une part et Mantes-la-Jolie d'autre part sur la ligne J du Transilien. Des trains de la ligne N desservent aussi la gare de Paris-Montparnasse via Plaisir-Grignon et Versailles-Chantiers.

### Bus
La commune est desservie par :
- la ligne 23 du réseau de bus Poissy - Les Mureaux ;
- la ligne 501 du réseau de bus Île-de-France Ouest.

### Divers
Diverses lignes à haute tension issues de la centrale thermique de Porcheville (rive droite de la Seine) traversent la commune. L'une longe l'autoroute vers l'est, cinq autres, nord-sud, rejoignent, par la partie ouest de la commune, le poste de distribution de Mézerolles (commune de Boinville-en-Mantois).

## Culture

### Patrimoine architectural
- Église Saint-Nicolas de Mézières-sur-Seine : de style gothique, elle date du XIIIe siècle (nef et clocher) et du XVIIe siècle (chœur). Classée monument historique depuis 1931.
- Une stèle dédiée aux victimes des conflits du siècle a été érigée sur le hameau de La Villeneuve.

### Patrimoine naturel
La carrière de l'ancienne cimenterie de Guerville qui s'étend sur les deux communes voisines de Mézières et de Guerville a été classée dans le cadre du réseau Natura 2000 notamment pour assurer la survie d'une population de Sisymbre couché (petite plante herbacée de la famille des Brassicaceae), espèce menacée de disparition en Île-de-France. Cette carrière, propriété de la Compagnie des sablières de la Seine est en voie de remblaiement.

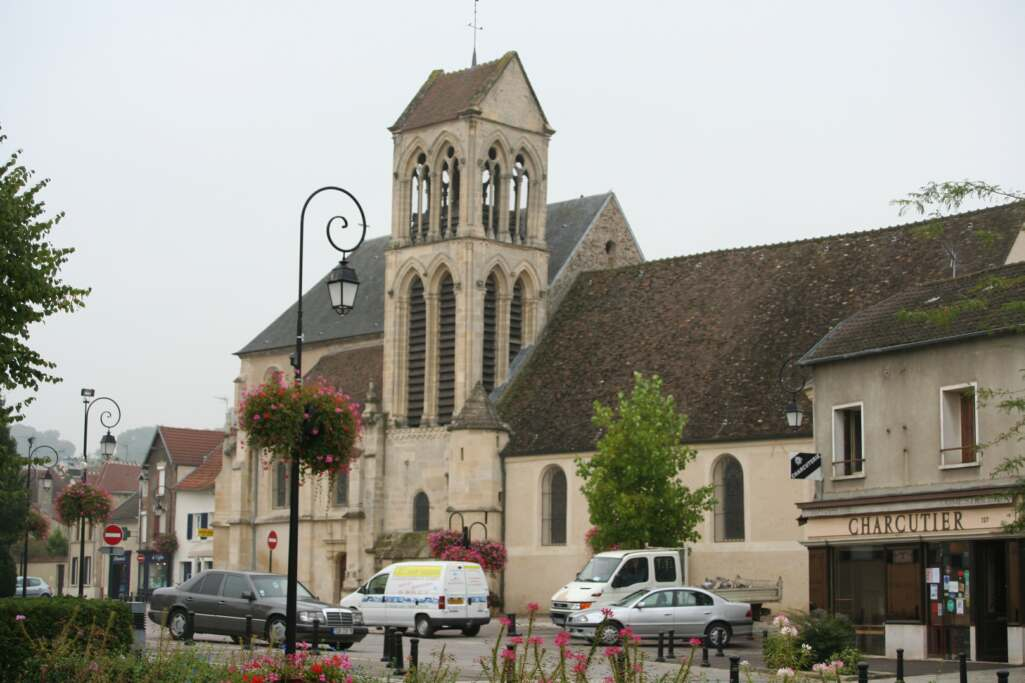
Église Saint-Nicolas.
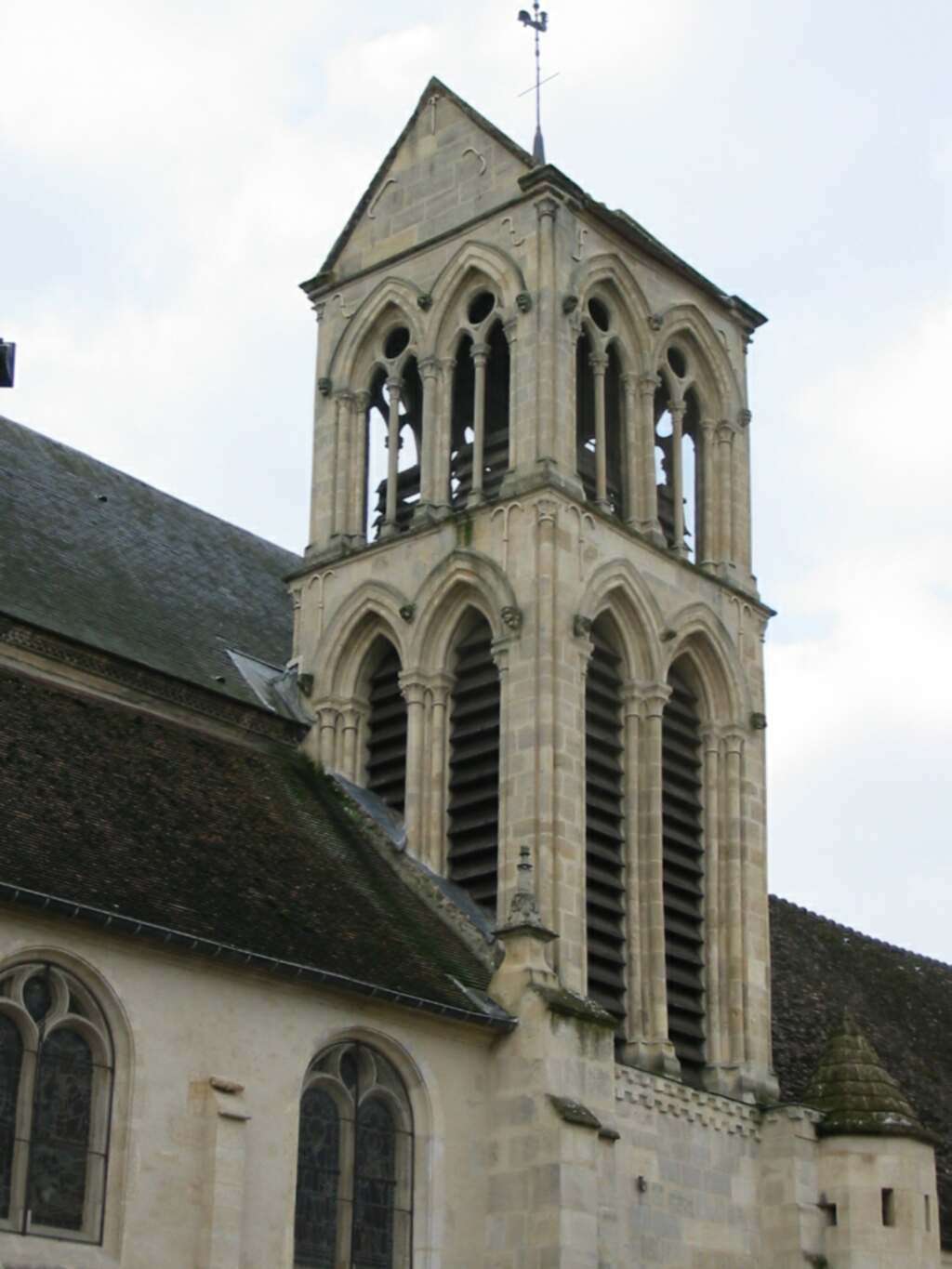
Église Saint-Nicolas - le clocher.
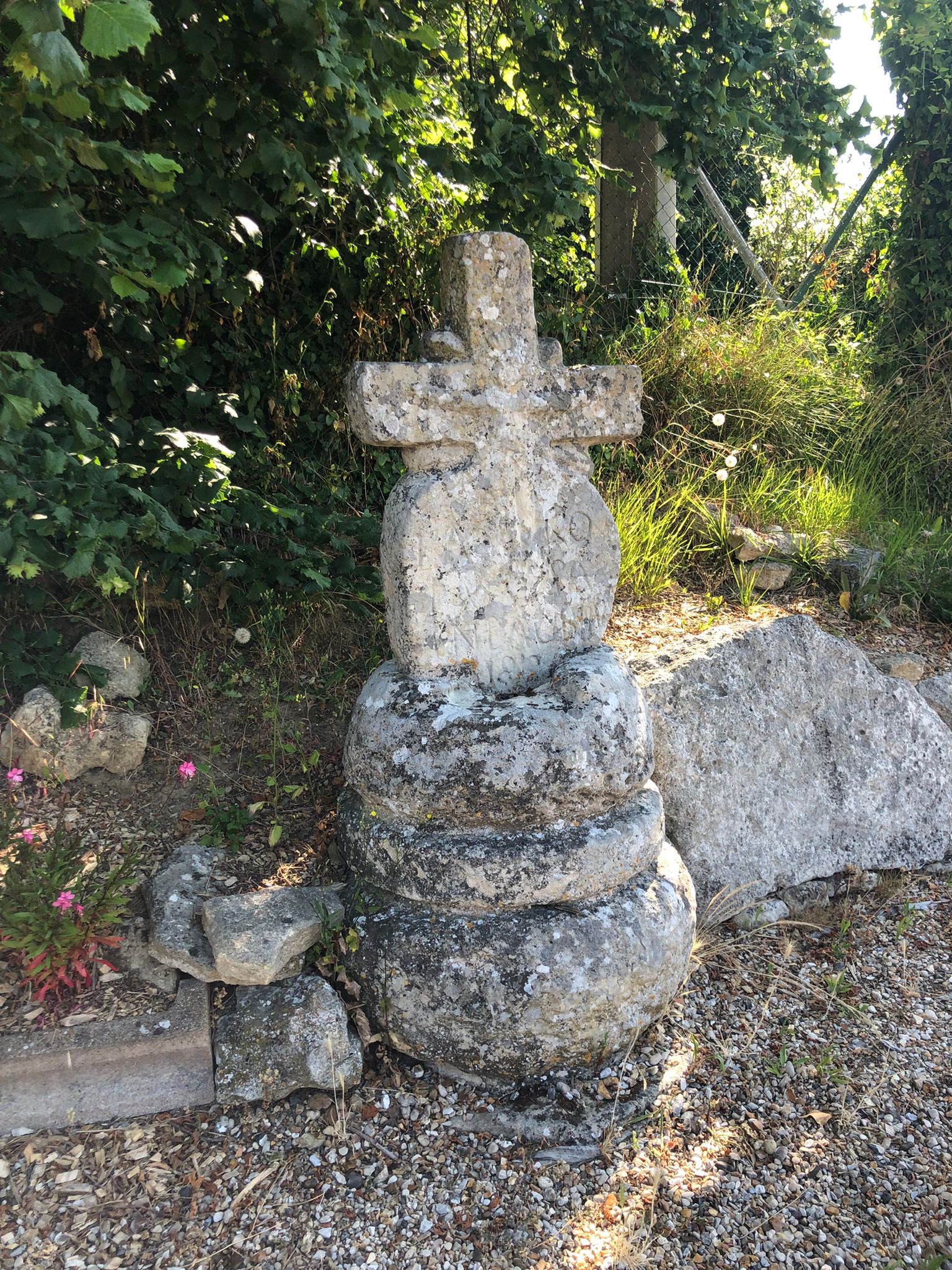
Stèle dédiée aux victimes